# 隋坡
隋坡（1978年7月28日—），網名特廚隋坡、曾用网名隋卞，1978年7月28日出生於北京市，北京人，中国知名特級厨师、自媒體創作者。师从郑秀生，曾任文安希尔顿酒店、朝阳皇冠假日酒店行政总厨，百万级美食视频博主、Up主，特厨隋卞、隋卞做等频道的制作者。

## 生平
先后做过锅炉工、车工，1993年起从事厨师工作，曾任海淀区苏州桥金宇海鲜美食城行政总厨、通州区东云阁大酒店行政总厨、大兴区星明湖度假村行政总厨、香河县国华大酒店行政总厨、丰台区洋桥蓝洋宾馆行政总厨、丰台区南苑空军后勤招待所行政总厨、文安希尔顿酒店、北京朝阳悠唐皇冠假日酒店的行政总厨。
2022年开始制作视频，开启特厨隋卞账号，上线四个月后粉丝数量即破百万。2025年3月，特厨隋卞账号的运营方不再與隋坡合作。後來隋坡又開了新號“特厨隋坡”。

## 相关链接
- 特厨隋卞在抖音的主页 （页面存档备份，存于）
- 隋卞做在抖音的主页 （页面存档备份，存于）
- 特厨隋卞的哔哩哔哩个人空间
- 隋卞做的哔哩哔哩个人空间
- 特厨隋卞的新浪微博
- 隋卞做的新浪微博
- YouTube上的特厨隋卞頻道
- YouTube上的隋卞做頻道